# هرمان اشتورک
هرمان اشتورک (آلمانی: Hermann Stork; ۳۰ اوت ۱۹۱۱ – ۱۲ ژوئن ۱۹۶۲) شیرجه‌رو اهل آلمان بود.